# Vinderei
Vinderei là một xã thuộc hạt Vaslui, România. Dân số thời điểm năm 2002 là 4740 người.